# Старогумірово
Старогумі́рово (рос. Старогумирово) — село у складі Новосергієвського району Оренбурзької області, Росія.

## Населення
Населення — 137 осіб (2010; 152 у 2002).
Національний склад (станом на 2002 рік):
- башкири — 94 %